# فیله همدانی
پهلوان فیله همدانی  یکی از پهلوانان دورهٔ ایلخانی (دوران حکومت بر ایران ۶۵۴ تا ۷۵۰ ه‍. ق) در همدان بود. خواجه رشیدالدین فضل‌الله همدانی (۷۱۷–۶۴۸ هـ ق) در جامع‌التواریخ و عطاملک جوینی (۶۸۱–۶۲۳ هـ ق) در تاریخ جهانگشای جوینی داستان پهلوان فیلهٔ همدانی را تقریباً مانند هم نوشته و شرح واقعه را چنین گفته‌اند.
پسر سوم چنگیز خان، اوگتای‌خان (۶۳۸–۵۸۱ هـ ق) آرزو داشت که در مسابقهٔ کشتی پهلوان او برنده شود. برای انجام مسابقه از پهلوان فیلهٔ همدانی و سی نفر دیگر از نوچه‌ها و پهلوانانش دعوت می‌کند. پهلوان فیله در مسابقات مقدماتی همهٔ حریفان را می‌اندازد و در آخرین مسابقه در برابر پهلوان بزرگ مغول و مورد نظر قرار می‌گیرد. اوگتای جایزهٔ مسابقه را پانصد اسب و پانصد بالش سکهٔ طلا در نظر می‌گیرد. در مسابقه پهلوان فیله آن‌چنان پهلوان مغول را به زمین می‌زند که صدای شکسته شدن استخوان‌های او را اطرافیان می‌شنوند. اوگتای به همراه جوایز، یک دختر زیبای مغولی را به عقد و نکاح پهلوان فیله درمی‌آورد و امکانات زندگی پهلوان را در آن‌جا برای مدت چند ماه فراهم می‌کند.